# 黃鼎臣 (崇禎進士)
黃鼎臣（16世紀—1630年代），字爾調，廣東惠州府永安縣黃花鄉人，明朝政治人物。

## 生平
黃鼎臣是萬曆三十七年（1609年）己酉科的舉人，崇禎元年（1628年）成戊辰科進士，獲授新建知縣，為政慈惠練達，剔除徵輸宿弊，鹽法馬政煥然一新；之後他的朝廷推薦，卻因為父親去世，回鄉時遇害。他寫作下筆不須修正，膾炙藝林，崇禎十五年（1642年）入祀鄉賢祠。

## 引用
1. 1 2  道光《永安縣三志·卷五·人物》：舉人……黃鼎臣 黃花人，萬歷三十七年己酉中式，見進士。 ……黃鼎臣，字爾調，文燦子，崇禎元年舉進士。知新建縣，慈惠練達，洞識如神，徵輸一剔宿蠧，鹽法馬政煥然改觀；兩臺交薦，以赴父難遇害，未竟其用。下筆萬言，直就不加點竄，膾炙藝林，崇禎十五年崇祀鄉賢。 次志